# Vogelbeck
Vogelbeck ist ein Dorf und südlicher Ortsteil der Stadt Einbeck im Landkreis Northeim in Niedersachsen, dicht an der Bundesstraße 3 gelegen.

## Geschichte
Der Ortsname des Dorfes leitet sich vermutlich von der nahegelegenen Vogelsburg ab.
Im Jahr 1894 kam es zu Vertragsabschlüssen der örtlichen Grundbesitzer mit Kaliinteressenten und in Folge zu hohen Förderzinszahlungen sowie Ansiedlung von Kalibergleuten. Die Förderung durch die Gewerkschaft Siegfried wurde 1926 eingestellt. Das Zementwerk Siegfried folgte von 1928 bis zur Stilllegung im Jahr 1975 als bedeutsamster Wirtschaftsfaktor des Ortes.
Bis zum Jahre 1840 bildete Vogelbeck mit den Dörfern Denkershausen, Edesheim, Elvershausen, Hohnstedt und Langenholtensen das Amt Brunstein. Seit der Kreisordnung im Jahre 1885 gehörte Vogelbeck zum Landkreis Northeim.
Vogelbeck kam mit der Kreis- und Gebietsreform am 1. März 1974 zur Stadt Einbeck.

## Einrichtungen
Trotz der geringen Einwohnerzahl verfügt das Dorf über einige öffentliche Einrichtungen, kleine Betriebe und mehrere Vereine.

### Öffentliche Einrichtungen
- Freiwillige Feuerwehr (gegründet 1908) inklusive Jugendfeuerwehr (gegründet 1963)
- Grundschule
- Kindergarten (Neubau nach Abriss des alten Kindergartens, Spatenstich für den Neubau: Juni 2018[4])

### Betriebe
Es gibt einige Kleinbetriebe und einen Steinbruch (August Oppermann Kalksteinwerk).

### Vereine
- TSV Vogelbeck von 1907 e. V.
- Theatergruppe Vogelbeck e. V.
- Heimatverein Vogelbeck
- Gesangsverein „Eintracht“ Vogelbeck e. V.
- Schützenverein Vogelbeck von 1778 e. V.
- Reiterverein Vogelbeck
- DRK – Ortsverein Vogelbeck
- Förderverein der Freiwilligen Ortsfeuerwehr Vogelbeck e. V.
- Förderverein Grundschule

## Politik

### Ortsrat
Der Ortsrat, der Vogelbeck vertritt, setzt sich aus neun Ratsmitgliedern zusammen:
- Wgem. Wir für Vogelbeck: 6 Sitze
- SPD: 3 Sitze

(Stand: Kommunalwahl 2021)

### Ortsbürgermeister
Ortsbürgermeister ist Horst Jürgens (Wir für Vogelbeck). Stellvertretende Ortsbürgermeisterin ist Claudia Körber (Wir für Vogelbeck). Ortsbeauftragter ist Jürgen Sott (Stand: April 2022).

### Wappen
Auf dem silbernen Wappenschild symbolisiert ein auf einem Zweig sitzender Fink die Vogelsburg und die Wellenlinie darunter die das Dorf durchquerende Beeke, die in die Leine mündet.

## Kultur und Sehenswürdigkeiten

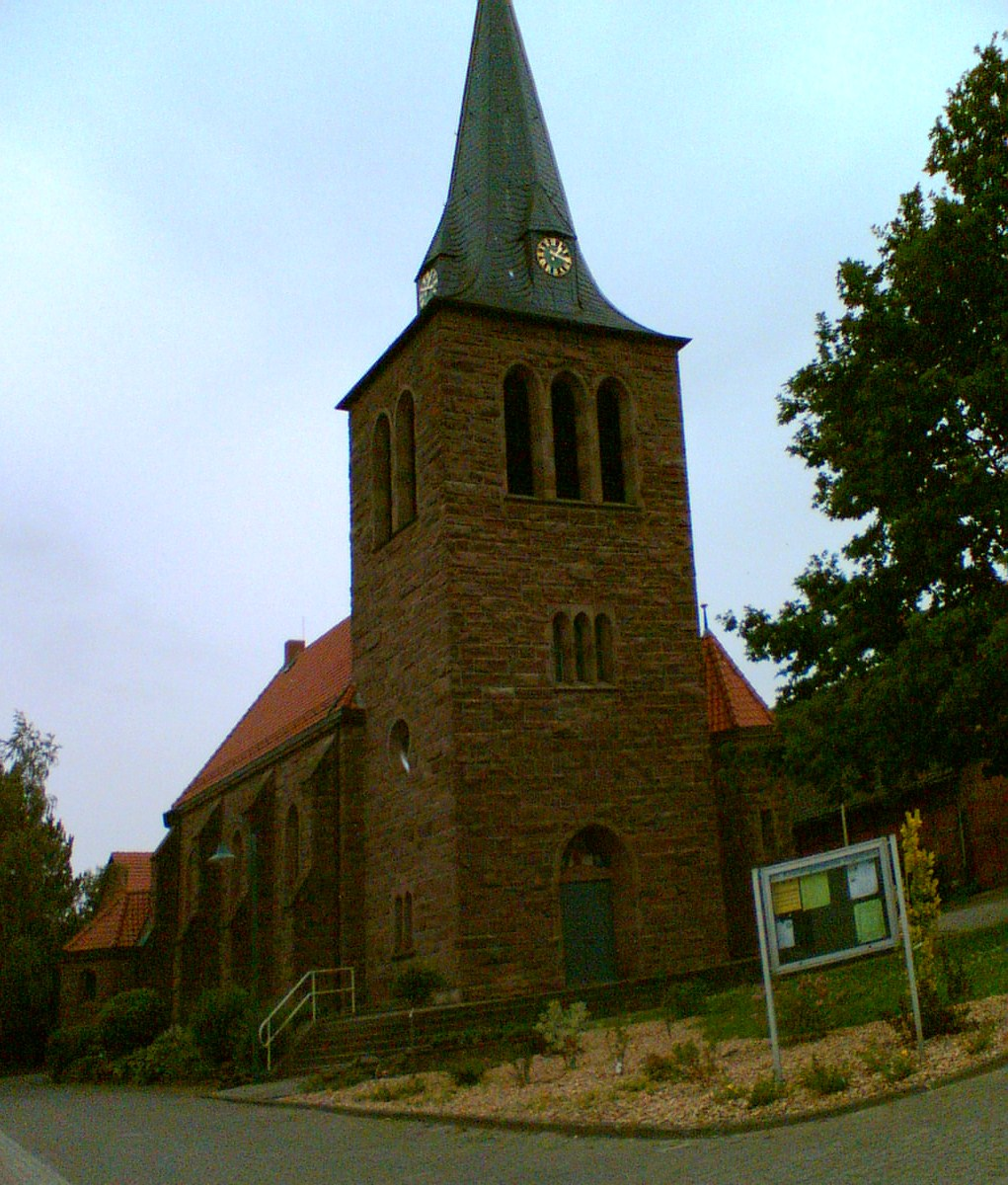
Vogelbecker Kirche

Über die St.-Georgii-Kapelle als Vorgängerbau der heutigen Kirche sind nur wenige Nachrichten überliefert. Sie stammte vermutlich aus dem 14. Jahrhundert und war ein mehrgeschossiger Bau. Der Grundriss wies ein einfaches Rechteck ohne Chor auf. Der Kapellenraum soll von zwei Kreuzrippengewölben überspannt gewesen sein. Inwieweit das um 1240 gegründete Kloster Wiebrechtshausen Einfluss auf den Bau der Kapelle genommen hat, kann nicht mehr bestimmt werden. Im Jahre 1689 wurde die wüst gefallene Kapelle niedergerissen und wieder aufgebaut. Die Kapelle wurde neben dem ehemaligen Klosterlehnshof erbaut. Das Kloster in Vogelbeck war reich begütert. Im Jahre 1912 erhielt Vogelbeck die neue St.-Georgii-Kirche, die über der alten, zuvor abgerissenen Kapelle als Neugotik-Bau errichtet wurde. Die Fenster am Altar zeigen die Kindersegnung Jesu, Bergpredigt und Abendmahl Jesu. Die Kirche St. Georg gehört zum Kirchenkreis Leine-Solling.
Nördlich des Dorfes liegt die Vogelsburg.